# 月刊朝鮮
『月刊朝鮮』（げっかんちょうせん、ウォルガンチョソン、朝鮮語：월간조선）とは韓国の月刊誌。
韓国の朝鮮日報社の系列会社月刊朝鮮社が発行するオピニオン誌であり、主に知識人を読者層としている。日本の雑誌に例えれば、『文藝春秋』に近いと言われる。基調として保守系の論調を持つ。1980年発刊。発刊以来、政治スキャンダルと政府批判の記事を柱としてきたが、1990年代以降は、自由主義の立場から、北朝鮮の人権弾圧と非人道行為に対して厳しい批判を行っている。2009年2月には金賢姫の横田めぐみが北朝鮮工作員の金淑姫に日本語を教えていたとの証言を掲載。1998年以来、漢字復活キャンペーンを行っている。